# Ronald Snijders (musicus)
Ronald Snijders (Paramaribo, 8 april 1951) is een Nederlands musicus en schrijver van Surinaamse afkomst. Zijn hoofdinstrument is dwarsfluit.

## Loopbaan
Snijders werd geboren in de Surinaamse hoofdstad Paramaribo, als zoon van musicus Eddy Snijders. Op zevenjarige leeftijd begon hij met dwarsfluit; later speelde hij ook gitaar, piano, percussie en saxofoon. Hij vertrok in 1970 naar Nederland om aan de Technische Hogeschool Delft civiele techniek te studeren. Snijders bleef daarnaast muziek maken en won in 1973 de persprijs van het NOS Jazzconcours in Laren. De Wereldomroep maakte in dat jaar een documentaire over hem. In 1975 koos Snijders definitief voor de muziek. Hij bleef wel in Delft wonen. Van 1986 tot 1991 studeerde hij musicologie aan de Universiteit van Amsterdam, waar hij afstudeerde op een scriptie over Surinaamse kaseko-muziek.
Naast componist/fluitist is Snijders schrijver. In de jaren negentig publiceerde hij een lexicon over straattaal, een bundel korte verhalen, en een biografie over zijn vader.
Snijders werd in 2001 koninklijk onderscheiden en werd ridder in de orde van Oranje Nassau. Datzelfde jaar werd hij ook ridder in de Ere-Orde van de Gele Ster, een onderscheiding verleend door de president van Suriname.
Fluitist Ronald Snijders speelde met zijn bands, De Ronald Snijders band en De Ronald Snijders extended band, en als fluitsolist op talrijke podia in binnenland en buitenland. Zo was hij onder andere te zien op het North Sea Jazz Festival te Den Haag en Rotterdam, en op festivals in onder andere Litouwen, Bratislava, Duitsland, België, Hongarije, Senegal, Mali, Burkina Faso, Zuid-Afrika, Zambia, Mexico, Guatemala, Cuba, Curaçao, New York. Helsinki en Frans-Guyana. In zijn composities combineert hij duidelijk merkbaar de Surinaamse roots (onder andere kaseko- en kawinamuziek) met invloeden uit de jazz, funk, pop en wereldmuziek. Ook was hij lid van het Willem Breuker Kollektief.
Hij maakte veelal in eigen beheer meer dan twintig cd's en lp's met eigen werk. Verder componeerde hij nieuwe Surinaamse kinderliedjes en bracht ze met traditionele Surinaamse liedjes uit op een drietal cd's. Ronald Snijders verzorgt ook kinderconcerten. Verder geeft hij lezingen en leidt workshops over diverse wereldmuziekstijlen. Hij componeerde ook muziek in geheel andere stijlen waaronder Braziliaanse muziek, experimentele muziek, filmmuziek en Westers klassiek. De NPS heeft in 1998 een televisiedocumentaire over hem gemaakt in de serie Jazzportretten en in 2013 was een uitzending van het Klokhuis gewijd aan hem.
In 2021 eert de gemeente Delft hem tijdens zijn zeventigste verjaardag met een expositie in de etalage van het Huis van de Stad. In 2022 werd de Boy Edgar Prijs aan hem toegekend.

## Discografie (selectie)
- The Nelson & Djosa sessions (2016)
- Easy man (2016)
- Made for music (2013)
- Ronald Snijders extended funk band (2008)
- Ronald Snyders to Africa  (2005)
- West by West & Soulkawina (2005)
- Variyento (2004)
- Bijlmerjazz (2001)
- The Best Of Ronald Snijders (1999)
- Meet The World (1998)
- LP Track compilation (1997)
- Kaseko Mundial! Live (1996)
- Kasekojazz and more(1994)
- Switi Hot! Kaseko Music (1993)
- Portable Beach (1992)
- Interfaces (1991)
- Ode Aan Eddy Snijders (1990)
- Funky flute LP (1985)
- Quartz LP (1983)
- Black Straight Music LP (1981)
- A safe return LP (1980)
- Natural Sources LP (1977)

### Kinderliedjes
- Surinaamse kinderliedjes 3 (2002)
- Kleurrijke liedjes (2000)
- Oude en nieuwe Surinaamse kinderliedjes (1994)